# Coppa di Francia 1957-1958
La Coppa di Francia 1957-1958 è stata la 41ª edizione della coppa nazionale di calcio francese.

## Risultati

### Trentaduesimi di finale
| Squadra 1             | Risultato   | Squadra 2           |
| --------------------- | ----------- | ------------------- |
| Olympique Alès        | 2 - 0       | Gueugnon            |
| Nîmes                 | 5 - 1       | Montceau Bourgogne  |
| RC Paris              | 6 - 1       | Quimper Cornouaille |
| Stade Reims           | 4 - 0       | ES Bully-les-Mines  |
| Rennes                | 1 - 1 (dts) | GS Alger            |
| Roubaix-Tourcoing     | 2 - 2 (dts) | Stade Français      |
| Rouen                 | 4 - 2       | Valenciennes        |
| Saint-Étienne         | 5 - 3 (dts) | SO Merlebach        |
| Sète                  | 4 - 2 (dts) | Olympique Marsiglia |
| Sochaux               | 4 - 1       | Audunoise           |
| Strasburgo            | 3 - 1       | AS Hautmont         |
| Tolone                | 2 - 1       | Pays d'Aix          |
| Jeunesse Villenavaise | 3 - 2       | Tolosa              |
| Montpellier           | 3 - 2       | Nizza               |
| Monaco                | 7 - 2       | US Graissessac      |
| Angers                | 4 - 0       | Stade Briochin      |
| Besançon              | 2 - 0       | Metz                |
| Béziers               | 5 - 1       | CA Vitry-sur-Seine  |
| AS Troyes-Sav.        | 3 - 0       | COC Chambly         |
| Fontainebleau         | 3 - 1       | Grenoble            |
| Le Havre              | 2 - 0       | Boulogne            |
| Lens                  | 7 - 0       | Cambrai             |
| Olympique Lione       | 3 - 1       | Blénod              |
| Lilla                 | 2 - 1       | Quevilly-Rouen      |
| ROS Menton            | 1 - 0       | Cannes              |
| Limoges               | 6 - 0       | Véloce Vannetais    |
| Mulhouse              | 5 - 2       | AS Mulhouse         |
| Rodez                 | 3 - 1       | EF Bergerac         |
| Cherbourg             | 2 - 0       | USO Drocourt        |
| CO Roche-la-Molière   | 1 - 0       | Hyères              |
| Sedan-Torcy           | 3 - 0       | Red Star            |
| Bordeaux              | 3 - 0       | Nantes              |

#### Spareggi
| Squadra 1         | Risultato | Squadra 2      |
| ----------------- | --------- | -------------- |
| Rennes            | 1 - 0     | GS Alger       |
| Roubaix-Tourcoing | 6 - 1     | Stade Français |

### Sedicesimi di finale
| Squadra 1         | Risultato   | Squadra 2             |
| ----------------- | ----------- | --------------------- |
| Olympique Alès    | 4 - 1       | ROS Menton            |
| Tolone            | 2 - 1       | Sochaux               |
| Strasburgo        | 3 - 1       | AS Troyes-Sav.        |
| Sète              | 3 - 1       | Saint-Étienne         |
| Rouen             | 1 - 1 (dts) | Béziers               |
| Roubaix-Tourcoing | 4 - 1       | Rodez                 |
| Stade Reims       | 2 - 2 (dts) | Limoges               |
| RC Paris          | 2 - 1       | Sedan-Torcy           |
| Nîmes             | 3 - 1       | Montpellier           |
| Mulhouse          | 2 - 1       | Jeunesse Villenavaise |
| Besançon          | 0 - 0 (dts) | Rennes                |
| Bordeaux          | 5 - 1       | Angers                |
| Le Havre          | 2 - 2 (dts) | Cherbourg             |
| Lens              | 4 - 2       | Fontainebleau         |
| Olympique Lione   | 2 - 1       | Lilla                 |
| Monaco            | 5 - 0       | CO Roche-la-Molière   |

#### Spareggi
| Squadra 1   | Risultato   | Squadra 2 |
| ----------- | ----------- | --------- |
| Rouen       | 2 - 1       | Béziers   |
| Stade Reims | 5 - 2       | Limoges   |
| Besançon    | 1 - 1 (dts) | Rennes    |
| Le Havre    | 3 - 0       | Cherbourg |

#### Replay
| Squadra 1 | Risultato | Squadra 2 |
| --------- | --------- | --------- |
| Besançon  | 2 - 0     | Rennes    |

### Ottavi di finale
| Squadra 1         | Risultato   | Squadra 2       |
| ----------------- | ----------- | --------------- |
| Bordeaux          | 1 - 0       | RC Paris        |
| Lens              | 3 - 2       | Le Havre        |
| Monaco            | 3 - 0       | Tolone          |
| Nîmes             | 2 - 0       | Mulhouse        |
| Stade Reims       | 2 - 0       | Olympique Lione |
| Roubaix-Tourcoing | 2 - 1       | Besançon        |
| Sète              | 1 - 1 (dts) | Olympique Alès  |
| Strasburgo        | 2 - 1       | Rouen           |

#### Spareggi
| Squadra 1 | Risultato | Squadra 2      |
| --------- | --------- | -------------- |
| Sète      | 1 - 0     | Olympique Alès |

### Quarti di finale
| Squadra 1   | Risultato | Squadra 2         |
| ----------- | --------- | ----------------- |
| Lens        | 1 - 0     | Bordeaux          |
| Monaco      | 2 - 1     | Strasburgo        |
| Nîmes       | 2 - 0     | Sète              |
| Stade Reims | 7 - 4     | Roubaix-Tourcoing |

### Semifinali
| Squadra 1   | Risultato | Squadra 2 |
| ----------- | --------- | --------- |
| Stade Reims | 2 - 1     | Lens      |
| Nîmes       | 2 - 1     | Monaco    |

### Finale
| Arbitro: | Augustin Le Menn |

| |            | |
| Bliard 42’, 89’ Fontaine 56’ | Marcatori  | 49’ Mazouz |
| Dominique Colonna Simon Zimny Robert Jonquet Raoul Giraudo Armand Penverne Robert Siatka Robert Lamartine René Bliard Just Fontaine Roger Piantoni Jean Vincent | Formazioni | Alexandre Roszak Mustapha Bettache Maurice Lafont Robert Venturi André Schwager Pierre Barlaguet Emilio Salaber Hassan Akesbi Henri Skiba Abdelkader Mazouz Bernard Rahis |
| Albert Batteux | Allenatori | Kader Firoud |